# Mk12 (魚雷)
Mk12とはアメリカ合衆国が開発、運用した魚雷。アメリカ海軍魚雷局(Naval Torpedo Station)によって、開発された。雷速が可変であり、それにより航続距離を変える事ができた。
Mk11の改良型であり、最大雷速を抑え信頼性を向上させている。対水上艦用無誘導魚雷であり、1928年から配備が開始されている。アメリカ海軍は1930年代に巡洋艦への魚雷搭載を取りやめたため、第二次世界大戦時には駆逐艦搭載装備であり、前作のMk11とともに第二次世界大戦を通じて運用され、1945年に退役した。